# Andrew Robertson (atleet)
Andrew Robertson (Grantham, 17 december 1990) is een Brits atleet die gespecialiseerd is in de sprintonderdelen. Tijdens de Europese kampioenschappen indooratletiek 2025 won Robertson een bronzen medaille op de 60 meter.